# Blanco en blanco
Blanco en blanco, Engelse titel White on white, is een Chileense film uit 2019.

## Verhaal
Rond 1900 wordt Pedro uitgenodigd op Vuurland om een foto te maken van het jonge bruidje van een machtige landeigenaar. Intussen doet hij verslag van de massale moord en verkrachting van de Selknam.

## Rolverdeling
| Acteur          | Personage |
| --------------- | --------- |
| Alfredo Castro  | Pedro     |
| Ignacio Ceruti  | John      |
| Alejandro Goic  | Capataz   |
| David Pantaleón | Arturo    |

## Productie
De film werd opgenomen op Tierra del Fuego, waar de film zich ook afspeelt, maar ook deels op de Canarische Eilanden.

## Release
In de Nederlandse bioscopen werd de film op 6 augustus 2020 uitgebracht in de serie 'Previously Unreleased' van Eye Filmmuseum.